# 德国占领奖章
德国占领奖章是对一系列奖章的统称，也被称作鲜花战争奖章，其设立目的为纪念纳粹德国对拥有大量德意志人人口的邻国与地区的接连吞并。德国占领奖章共有四款，一是1938年3月13日纪念奖章（德奥合并纪念章），二是1938年10月1日纪念奖章（苏台德纪念章），三是1939年3月22日梅梅尔领地回归纪念奖章（梅梅尔獎章），四是为纪念吞并捷克斯洛伐克西部残余领土而设立的布拉格城堡绶带扣（Spange Prager Burg，设立于1939年3月）。
1945年，官方正式禁止获勋者继续佩戴纳粹时期的勋奖章。1957年，西德政府批准曾经的获奖者重新在正式场合佩戴部分纳粹时期的勋奖章，但其中没有占领奖章。